# محمد عيتاني
محمد أديب عيتاني (1926 - 1988) هو قاص وروائي ومترجم وناقد أدبي لبناني. يعد من وجوه حركة الأدب التقدمي في لبنان والعالم العربي، منذ خمسينيات القرن العشرين، كونه مارس النضال السياسي عبر انتسابه إلى الحزب الشيوعي اللبناني، إلى جانب نشاطه الثقافي، وترجماته لعدد كبير من الكتب المتعددة المواضيع في الأدب وفي الفكر النظري وفي الفكر السياسي 

## نبذة عن حياته
ولد محمد عيتاني في رأس بيروت حي من أحياء بيروت في العام 1926 (سجل 817 رأس بيروت) وتوفي في 20 آذار (مارس) 1988. تلقى تعليمه الابتدائي والتكميلي في المدرسة الأزهرية التابعة لأزهر لبنان، ثم انتقل إلى مدارس المقاصد الإسلامية في بيروت. أنهى دراسته الثانوية في عام 1946، ثم انتقل إلى الجامعة الأميركية حيث أمضى عامين في الدراسة في كلية التجارة. لكنه لم يتابع دراسته، مفضلاً «جامعته هو على الجامعات التي تخرِّج أكاديميين».
نشر له في العام 1941 قطعة أدبية في المجلة المدرسية بعنوان «مركب الاستقلال». وفي وقت لاحق بدأ بدأ يتردد على دار الكتب الوطنية للقراءة على امتداد سنوات عدة، ثم التحق بالتعليم الرسمي ليدرِّس مادة الأدب العربي في الكلية الجعفرية في مدينة صور، وفي مدرسة «الجيل الجديد» في السويداء في سورية.
من أولاده الذين يمارسون النشاط الثقافي والاعلامي فداء عيتاني وحسام عيتاني، إضافة إلى حسن وريما.

## نشاطه الثقافي
ينتمي محمد عيتاني إلى «فئة هؤلاء المثقفين العضويين، الملتصقين بقضايا شعبهم لحدّ الاندماج. فبالإضافة إلى نبوغه الأدبي، وشغفه بالكتابة، وامتلاكه للغة جميلة طيّعة لاذعة، فقد حمل لواء المظلومين والمهمّشين من شعبه ومن أبناء مدينته التي عشق، وتكلّم بلغتهم، وعاش أحاسيسهم، وعانى معاناتهم، وكيف لا، وهو ابن المعاناة، وُلد من رحمها، ونما في كنفها. وهو لأمانته، لم يستزده الفقر والتهميش والإهمال والمظالم، الا نبوغاً أدبياً، ووميضاً فكرياً كان يتلاشى أحياناً تحت وطأة الصدمات، ليعود من جديد، ويُبدع على غرار الفنانين والأدباء التي ترقى ابداعاتهم حين تُمعن فيهم المعاناة استحكاماً».
نشط محمد عيتاني في العمل السياسي والثقافي في الحزب الشيوعي اللبناني واتحاد الكتاب اللبنانيين، وكتب في عدة أنواع أدبية، فضلا عن الترجمة، فكتب في القصة والرواية والمقالة، ومارس النقد الأدبي الفني، وعرّف بجوانب عديدة من الآداب العالمية. وكانت له مشاركة فاعلة في حركة الأدب التقدمي منذ خمسينيات، وكان حضوره الأدبي والفكري والشخصي فاعلاً في الحركة الثقافية والنضالية معاً.
تعرَّف عيتاني في العام 1948 إلى العلاّمة عبد الله العلايلي، الذي عرَّفه إلى ألبير أديب صاحب مجلة الأديب التي كانت تصدر في الأربعينيات والخمسينيات من القرن العشرين، فنشر أول مقالة له فيها بعنوان: «لمحة من عالم فاليري». واستمر في نشر مقالاته في «الأديب» خلال سنواتها الأولى، ثم تابع الكتابة في مجلة الثقافة الوطنية. أما معظم كتاباته القصصية والروائية فقد نشرها في جريدة الشعب اليومية وجريدة الأخبار الأسبوعية، وفي مجلة الطريق الشهرية. ومارس الترجمة منذ أوائل الخمسينيات، فشملت ترجماته كتباً عدة ذات طابع أدبي وفني وبحثي ونظري.

## أعماله
لمحمد عيتاني عدة مؤلفات تنوعت بين القصة والرواية والسيرة والمقالة والكتب الفكرية والأدبية والفلسفية المترجمة،  ومنها:

### السردية
- أشياء لا تموت (قصص) - 1987، وطبعة جديدة 2013 [13][14]
- متراس أبو فياض (قصة طويلة) - تحت حوافر الخيل وقصص أخرى - دار الفارابي 1988 [15]
- مواطنون من جنسية قيد الدرس (قصص) - طبعة جديدة 2013 [16][17]
- حبيبتي تنام على سرير من ذهب (رواية) كتبت عام 1972 ونشرت عام 1986.[18]
- نشر آخر عمل إبداعي له في مجلة الطريق 1986، وهو الفصول الثلاثة الأولى من سيرته الذاتية بعنوان «نهر الزمان»[1]

### الفكرية
- القرآن في ضوء الفكر المادي الجدلي والنضال المسلح في الإسلام - دار العودة، ثم: دار الفارابي طبعة 2013 [19][20]

### ترجماته
- هذه هي الماركسية - هنري لوفابر - دار بيروت 1952[21]
- هذه هي الرأسمالية - دار بيروت 1953[22]
- هذه هي القومية - 1953[23]
- ما هي المادية
- هذه هي الإشتراكية
- هذه هي الوجودية
- كارل ماركس - هنري لوفيفر - دار بيروت 1954[24]
- الأيديولوجية العربية المعاصرة - عبد الله العروي؛ قدم له مكسيم رودنسون - 1970[25]
- هكذا تكلم ماركس حقاً - إرنست فيشر - دار العودة 1973[26]
- أزهار الشر لشارل بودلير
- 100 قصيدة حب - بابلو نيرودا - 1975[27]
- القرار - برتولد بريخت - 1977[28]
- كانكان العوام الذي مات مرتين (1979) عن دار الفارابي في بيروت.[29]
- المنطق الشكلي والمنطق الدياليكتي[30]
- الأصول الوسيطة للدولة الحديثة - جوزيف شتراتو - دار التنوير 1982[31]
- في علم الجمال - هنري لوفيفر - دار الحداثة - بيروت[32][33]
- عطش للحب - يوكيو ميشيما - (رواية) - دار الآداب - 1988[34]